# كورفو (مدينة)
قُرْفُس (كما هي في نزهة المشتاق في اختراق الآفاق) أو : (باليونانية: Κέρκυρα كيركيرا (Kerkyra))، (بالإنجليزية:Corfu كورفو)، مدينة يونانية تقع في شمال غرب البلاد، وهي عاصمة منطقة الجزر الأيونية الإدارية، وأيضاً مركز كورفو ضمن هذه المنطقة الإدارية.

## الموقع، السكان والتسمية
تقع المدينة على الساحل الشرقي لجزيرة كورفو، ضمن شبه جزيرة عريضة ممتدة في البحر الأيوني، تبعد المدينة عن البر اليوناني مسافة 18 كيلومتر.
يبلغ عدد سكان المدينة حوالي 40 ألف نسمة وبالتالي تكون أكبر مدينة في جزيرة كورفو، وأيضاً في كل الجزر الأيونية.
يعود اسم المدينة قرفس أو كورفو (Corfu) إلى اللغة الإيطالية كتعديل لللفظ اليوناني القديم كوريفو (Korypho)، والذي يعني (القمة) إشارةً إلى القمتين التي تقع بينهما المدينة واللتان أشيد عليهما قلعتا المدينة. أطلق هذا الاسم لاحقاً على كل الجزيرة لتصبح معروفة كجزيرة قرفس في كل اللغات الغربية.
أما الاسم اليوناني للمدينة (كيركيرا) (Kerkyra) فهو يعود أساساً إلى اسم الجزيرة القديم، والذي يعود بحسب الأسطورة الإغريقية القديمة إلى الحورية الجميلة كوركيرا (Korkyra) ابنة أسوبوس إله الأنهار الإغريقي، والتي خطفها إله البحر بوسايدون، وقدم لها هذه الجزيرة كهدية.

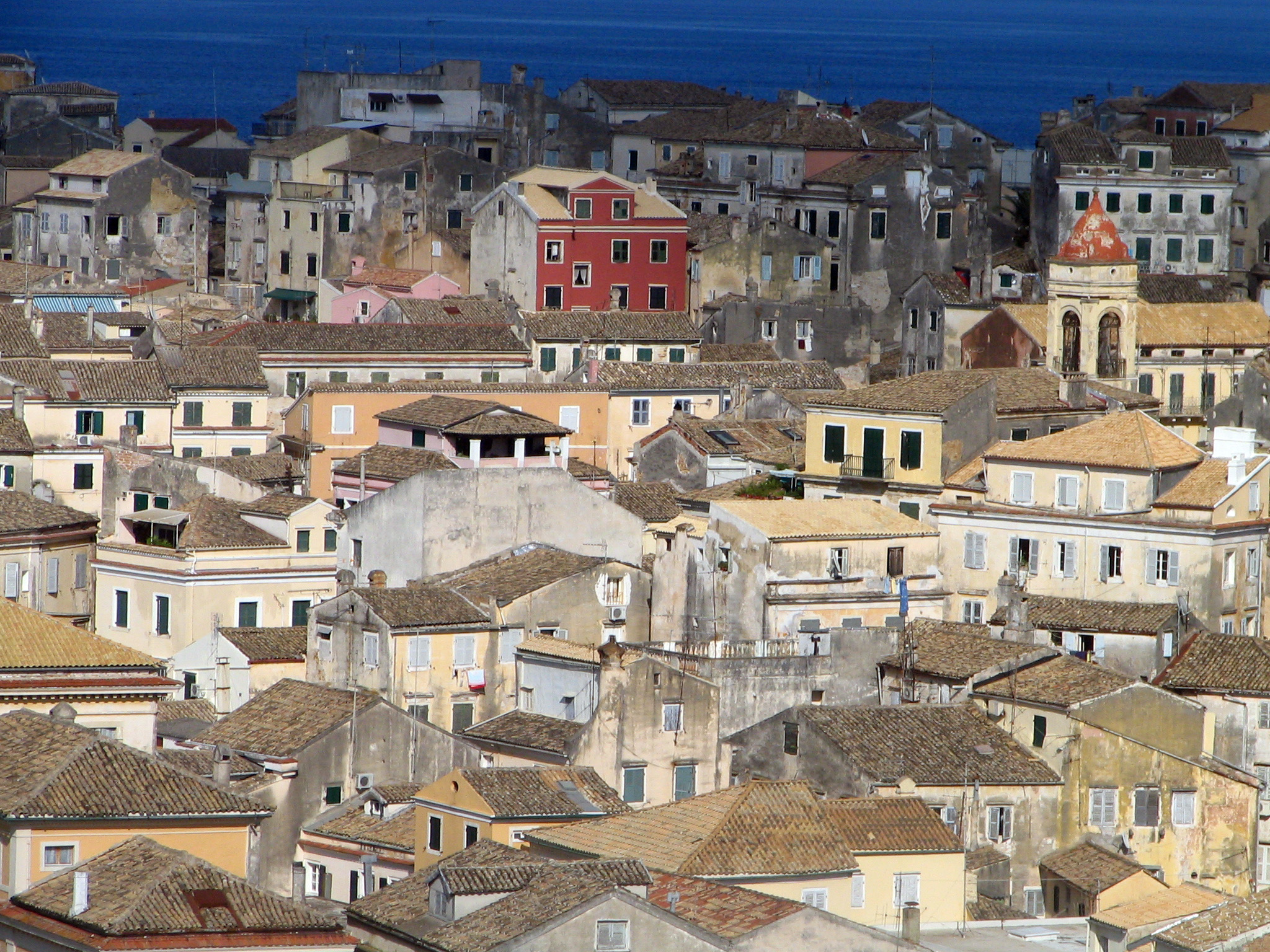
المدينة القديمة في قرفس

## التاريخ

### الفترة الكلاسيكية
دلت الحفريات الأثرية أن المدينة كانت مسكونة منذ القرن العاشر قبل الميلاد، حيث كانت مركزاً تجارياً هاماً أغلبية سكانه من الفينيقيين. بعد ذلك وصلت إليها أول دفعة من المهاجرين الإغريق وقد كانوا من مدينة إريتريا الواقعة في جزيرة إيفيا، ثم قدم إليها الكورنثيون الذين سرعان ما أصبحوا العنصر الغالب في المدينة، حتى قام حاكم كورنث بيرياندر باحتلالها بشكل كامل حوالي عام 664 ق.م.
استعادت المدينة استقلالها من الكورنثيين واعتمدت بعد ذلك على قوتها التجارية، ولكنها دخلت مجدداً في نزاع مع كورنث، الأمر الذي أدى بها للتحالف مع أثينا، وكان ذلك أحد أسباب حصول الحروب البيلوبونيزية، أصبحت قرفس إحدى القواعد البحرية التابعة لأثينا على إثر هذا التحالف معها والذي استمر لمدة قرن من الزمن، حيث استخدمتها أثينا كمركز للتوسع غرباً نحو صقلية.
بعد ذلك احتلتها أسبرطة، ثم دخلت في التحالف الإبيروسي مع بعض المدن الأخرى في غرب اليونان. استولى عليها الأليريون ثم الرومان عام 229 ق.م. والتي تمتعت المدينة تحت حكمهم على نوع من الاستقلالية الذاتية، وتم في عهدهم بناء الحمامات والأبنية العامة.

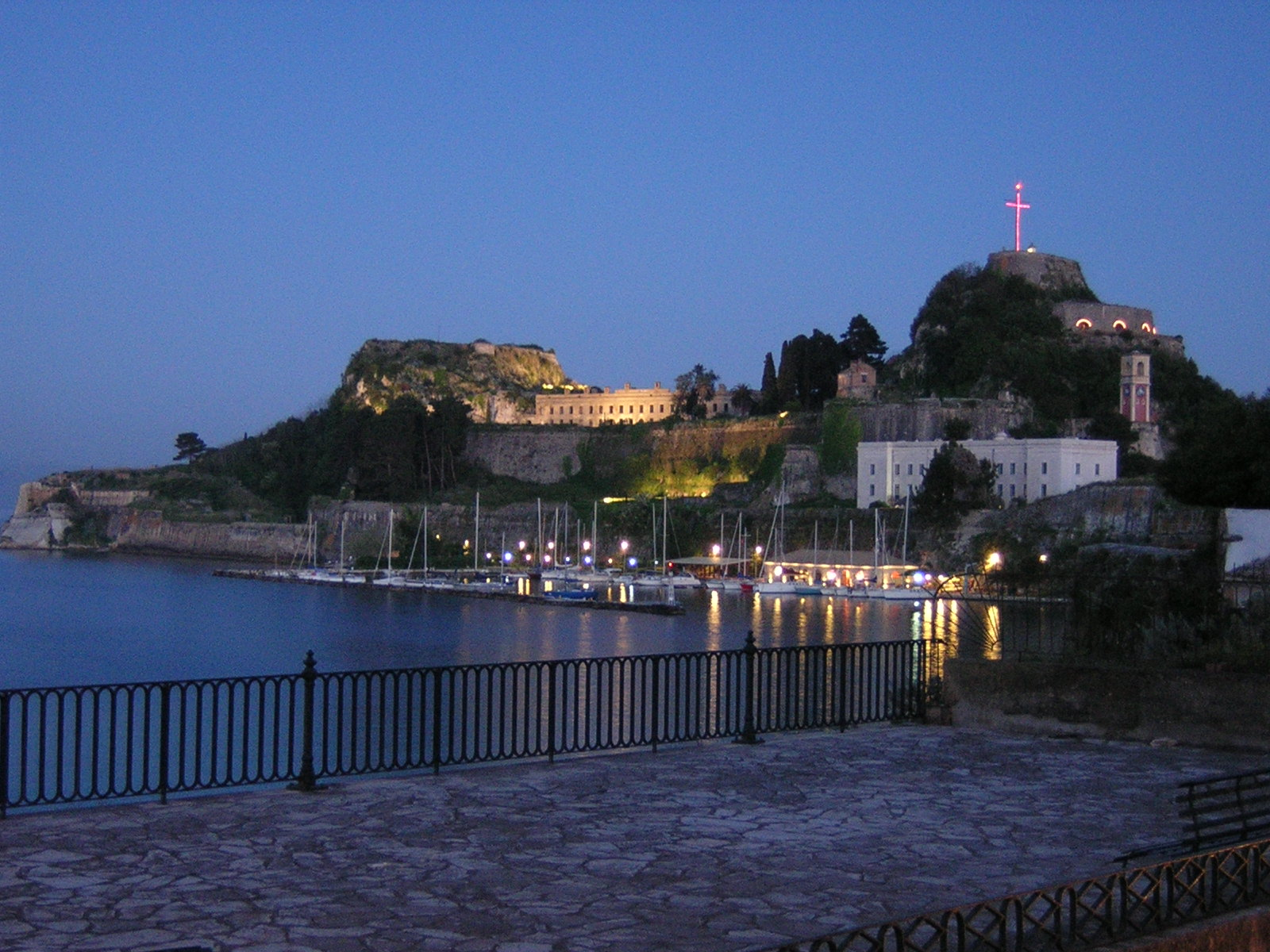
قلاع قرفس كما تبدو من البحر

عام 40 م. أدخل إليها تلامذة بولس الرسول ياسُون (Jason) وسُوسِيباتَرُس (Sossipatros) التعاليم المسيحية، وبنيت فيها أول كنيسة مكرسة للقديس ستيفان.

### القرون الوسطى
أصبحت قرفس تحت النفوذ البيزنطي بعد انقسام الإمبراطورية الرومانية، وبدأت أهميتها بالتراجع بسبب بروز مدينة نيكوبوليس كمركز أساسي في غرب اليونان. تعرضت المدينة خلال هذه الفترة لغزوات القراصنة، العرب والقوط.
خضعت المدينة منذ القرن الحادي عشر لنفوذ مدن إيطالية متعددة بدءأ من حكام صقلية النورمان، الجنويون ثم الفينيسون. بين عامي (1214-1259) م. كانت تحت نفوذ إمارة إبيروس البيزنطية، وغيرها إلى العام 1386 عندما عادت تحت الحماية الفينيسية.

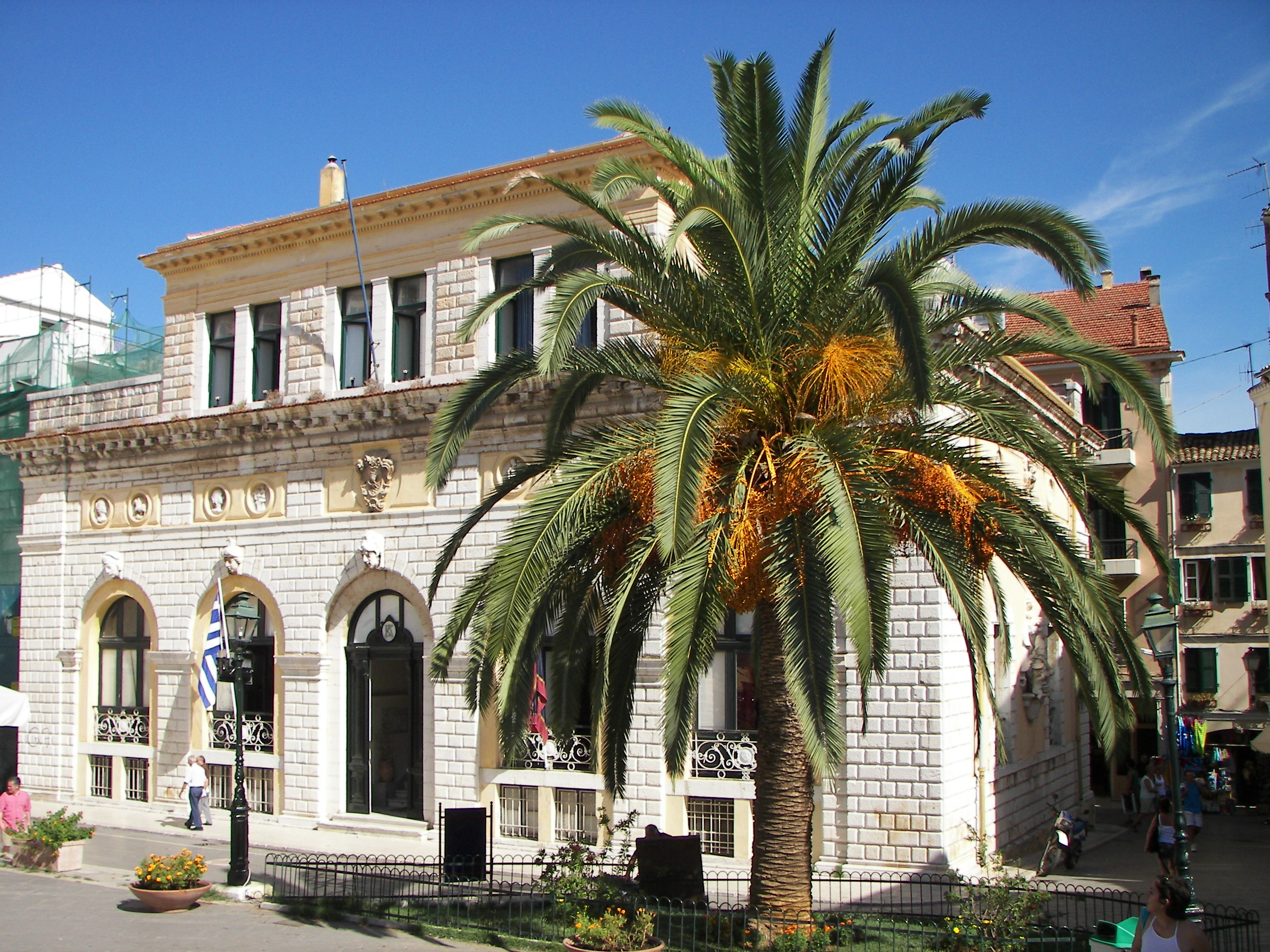
مبنى البلدية (الذيمارخيون)

حاول العثمانيون الاستيلاء عليها عدة مرات أعوام 1537، 1571، 1573، 1716 ولكنهم لم ينجحوا في كل هذه المحاولات، بذلك تكون قرفس المدينة اليونانية الوحيدة التي لم يحتلها الأتراك بسبب مناعة موقعها وقوة تحصيناتها البيزنطية والفينيسية، وأصبحت ملجأً لليونانيين الفارين من وجه الاحتلال العثماني.

### القرن التاسع عشر
في عام 1797 خضعت المدينة للنفوذ الفرنسي بعد احتلال نابليون بونابرت مدينة البندقية، وبعد ذلك بعامين احتلتها القوات البحرية الروسية-الإنكليزية-التركية المشتركة التي قامت بإنشاء الدولة الأيونية (دولة الجزر السبع) في كل الجزر الأيونية وكانت قرفس عاصمة هذا الكيان الجديد، ولكن المدينة عادت إلى السيطرة الفرنسية عام 1807م. بدأت من ذلك الحين فترة ازدهار ثقافي واقتصادي كبيرين في المدينة تعززت بعد خضوعها بدءاً من العام 1815 للنفوذ الإنكليزي، حيث اعتبرت اللغة اليونانية لغة رسمية، وأنشثت فيها أول جامعة يونانية حديثة.
انضمت المدينة عام 1864 مع باقي الجزر الأيونية إلى دولة اليونان الحديثة. سيطر عليها الإيطاليون خلال الحرب العالمية الثانية ثم الألمان وقد تعرضت المدينة عدة مرات خلال هذه الحرب للقصف الأمر الذي أدى لتدمير العديد من أبنيتها التاريخية.

## المعالم الأساسية
لم يبق الكثير من آثار كوركيرا (Corkyra) الكلاسيكية التي تقع حالياً على مسافة 2 كيلومتر إلى الجنوب من قرفس، يوجد في هذا الموقع الذي يقع على شاطئ البحر بقايا معبد بوسايدون، بعض القبور القديمة، وخرائب أخرى.
أما قرفس الجديدة فيطغى عليها الطابع المعماري الإيطالي ومن أهم معالمها:
- القلعة الجديدة (نيو فروريو) (Neo Frourio): تتربع قمة تل في القسم الشمالي الشرقي من المدينة، وهي عبارة عن مجموعة من التحصينات والجدران الدفاعية التي تعود لفترة القرون الوسطى والفترة الفينيسية.
- القلعة القديمة (باليو فروريو) (Palaio Frourio) : وتقع في نهاية شبه الجزيرة المبنية عليها قرفس، وتعود للفترة الفينيسية، تنفصل عن المدينة عبر خندق يملئ بمياه البحر، توجد ضمنها العديد من العناصر المعمارية.

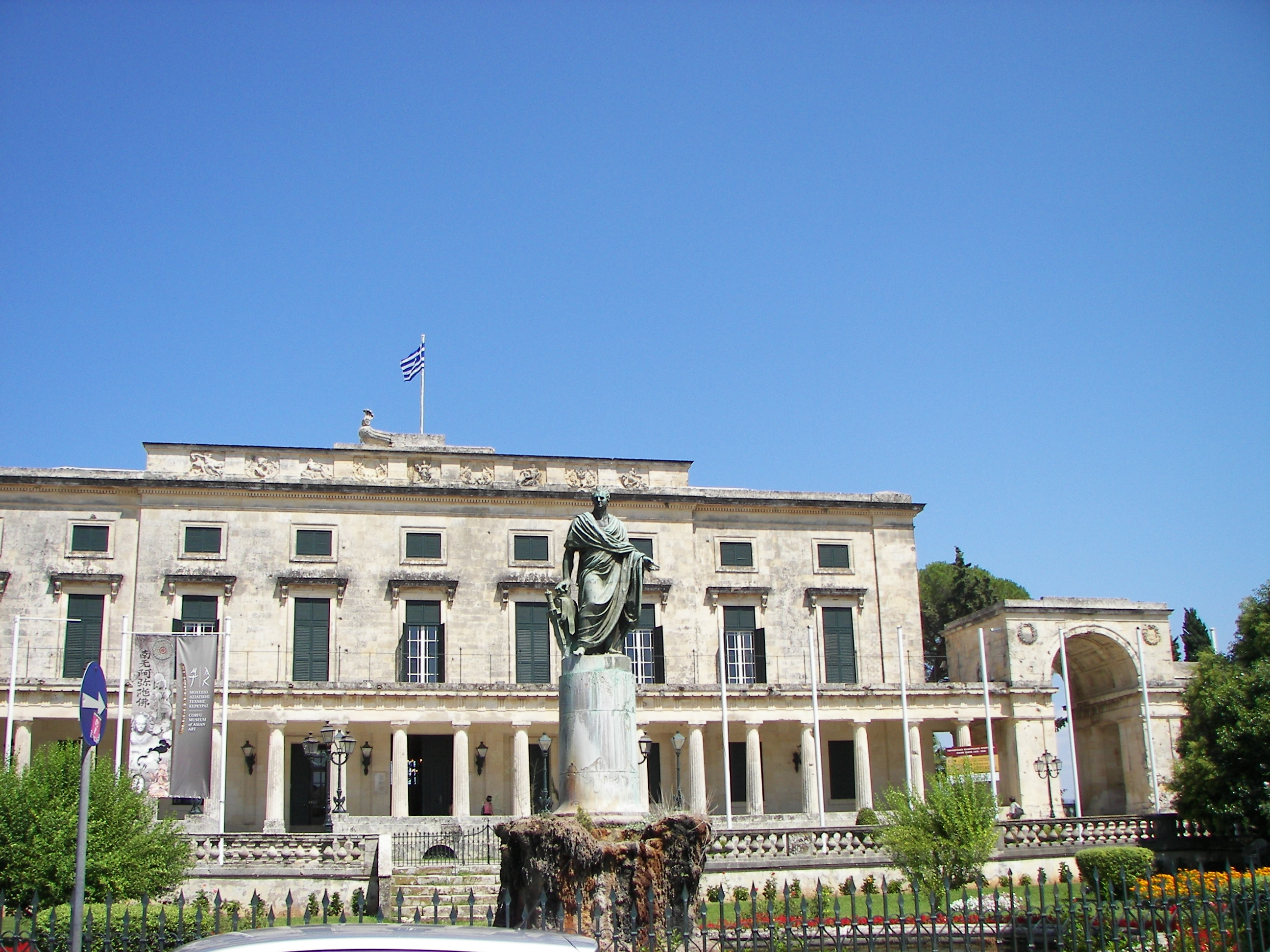
قصر الأناكتورا

- ساحة ومتنزه سبينيادا (Spiniada): وتعتبر أكبر ساحة في كل منطقة البلقان، وهي الساحة المركزية لمدينة قرفس، تم تصميمها عندما كانت المدينة خاضعة للنفوذ الفرنسي ومن ثم الإنكليزي، تحتوي على العديد من الأنماط المعمارية الرومانية.
- قصر أناكتورا (Anaktora): ويعرف أيضاً بقصر القديس جورج والقديس ميخائيل، بني عام 1824 ويعتبر من أضخم مباني الجزيرة، كان مبنى الحاكم الإنكليزي للجزيرة، ثم أصبح مقراً للعائلة المالكة اليونانية، مبني على الطراز الغريغوري.
- مبنى البرلمان الأيوني والأكاديمية الأيونية: بنيت الأكاديمية عام 1808 لتصبح بعد ذلك أول جامعة يونانية حديثة أما البرلمان فقد بني عام 1855 وقد شهد التصويت التي انضمت على إثره الجزر الأيونية إلى اليونان عام 1864 م..
- مبنى البلدية (الذيمارخيون): ويعود تاريخ بناءه لعام 1720 حيث كان وقتها مبنى مسرح سان دجياكومو (San Giacomo) الفينيسي.
- كنائس قرفس: وأهمها -كنيسة القديس سبيريدون، ويوجد بداخلها رفاة هذا القديس الذي يعتبر شفيع الجزيرة – كاتدرائية سيدة الكهف (باناغيا سبيليوتيسا) -كنيسة القديسين ياسون وسوسيباترس التي يعتقد أنها الأقدم في الجزيرة.
- منطقة كانوني وجزيرة بونتيكونيسي (Pontikonisi): وهي من أقدم مناطق المدينة السكنية سميت بهذا الاسم نظراً لوجود المدافع (Kanoni) باللغة اليونانية فيها، تعتبر القلعة الثالثة في المدينة، أما الجزيرة فتوجد فيها دير بونتوكراتور (Pontokrator).

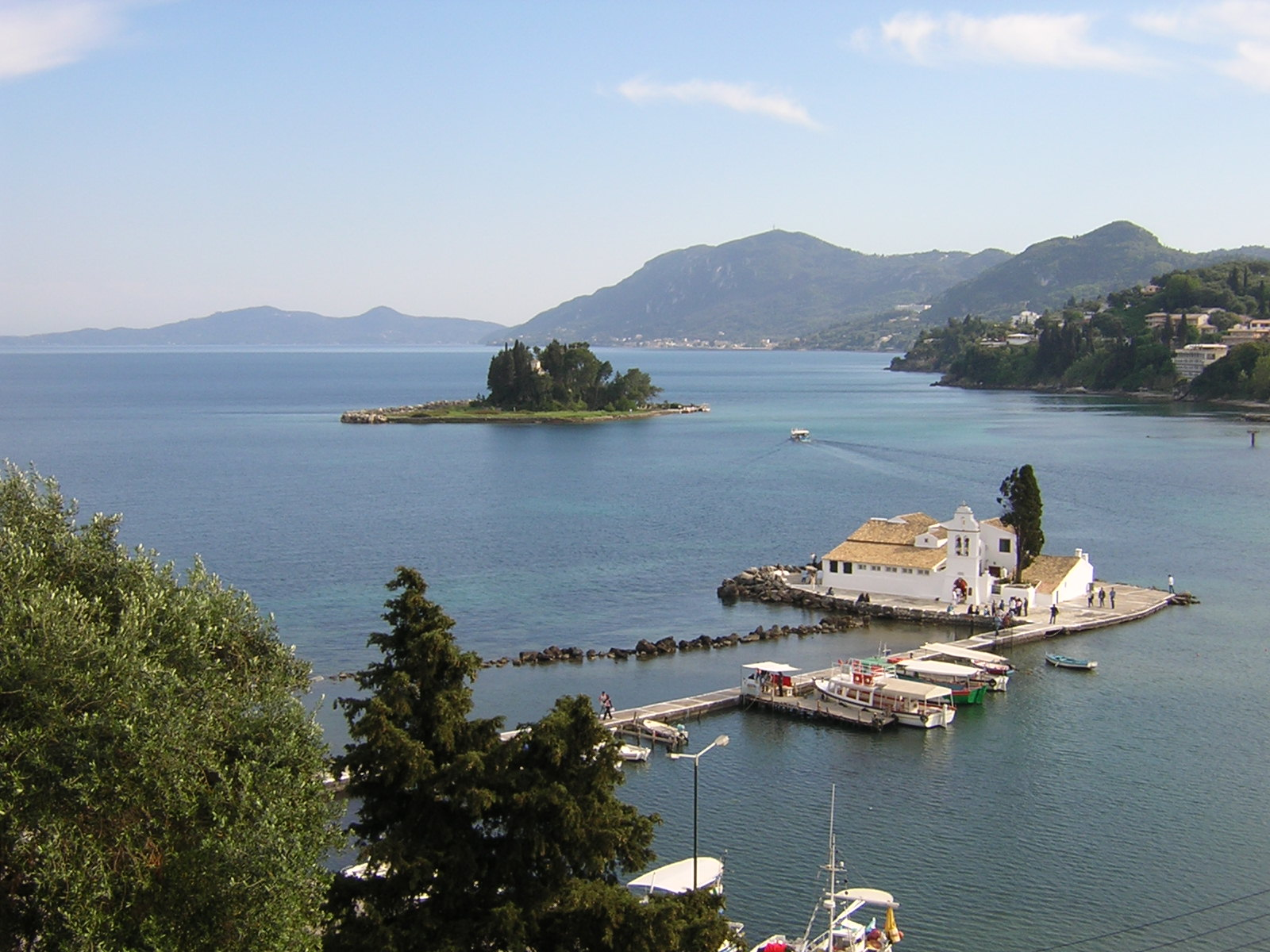
جزيرة بونتيكونيسي

- سوق ومباني الـليستون (Liston): يعود للفترة الفرنسية وهو مبني على طراز شارع ريفولي في باريس تمتد من ساحة سبينيادا إلى القلعة الفبنيسية القديمة.
- متاحف المدينة: وأهمها –متحف قرفس الأركيولوجي ومن أهم محتوياته واجهة معبد أرتيمس، -متحف الفن الآسيوي ويضم مجموعة من 12 ألف قطعة صينية، يابانية وبوذية –المتحف الصربي شيد على ذكرى الجيش الصربي الذي نفي إلى الجزيرة خلال الحرب العالمية الأولى.

## متفرقات
- تعرف قرفس وطنياً باسم كاستروبوليس (Kastropolis) (مدينة القلاع) نظراً لوجود 3 قلاع والعديد من التحصينات ضمن حدود المدينة.
- أصبحت المدينة عام 2007 مدرجة على لائحة مناطق التراث العالمي التي تصدرها منظمة اليونسكو.
- توجد على مسافة 5 كيلومتر إلى الجنوب من قرفس في منطقة غاتسوري (Gatsouri) حدائق الـأخيليون والتي بنتها الإمبراطورة النمساوية كاترين عام 1889 بالإضافة إلى قصر صيفي كبير، بحيث أن البطل الأسطوري أخيل هو الشخصية المركزية التي صممت على أساسها هذه الحدائق، هذا بالإضافة إلى العديد من الشخصيات الكلاسيكية والميثولوجية الأخرى.

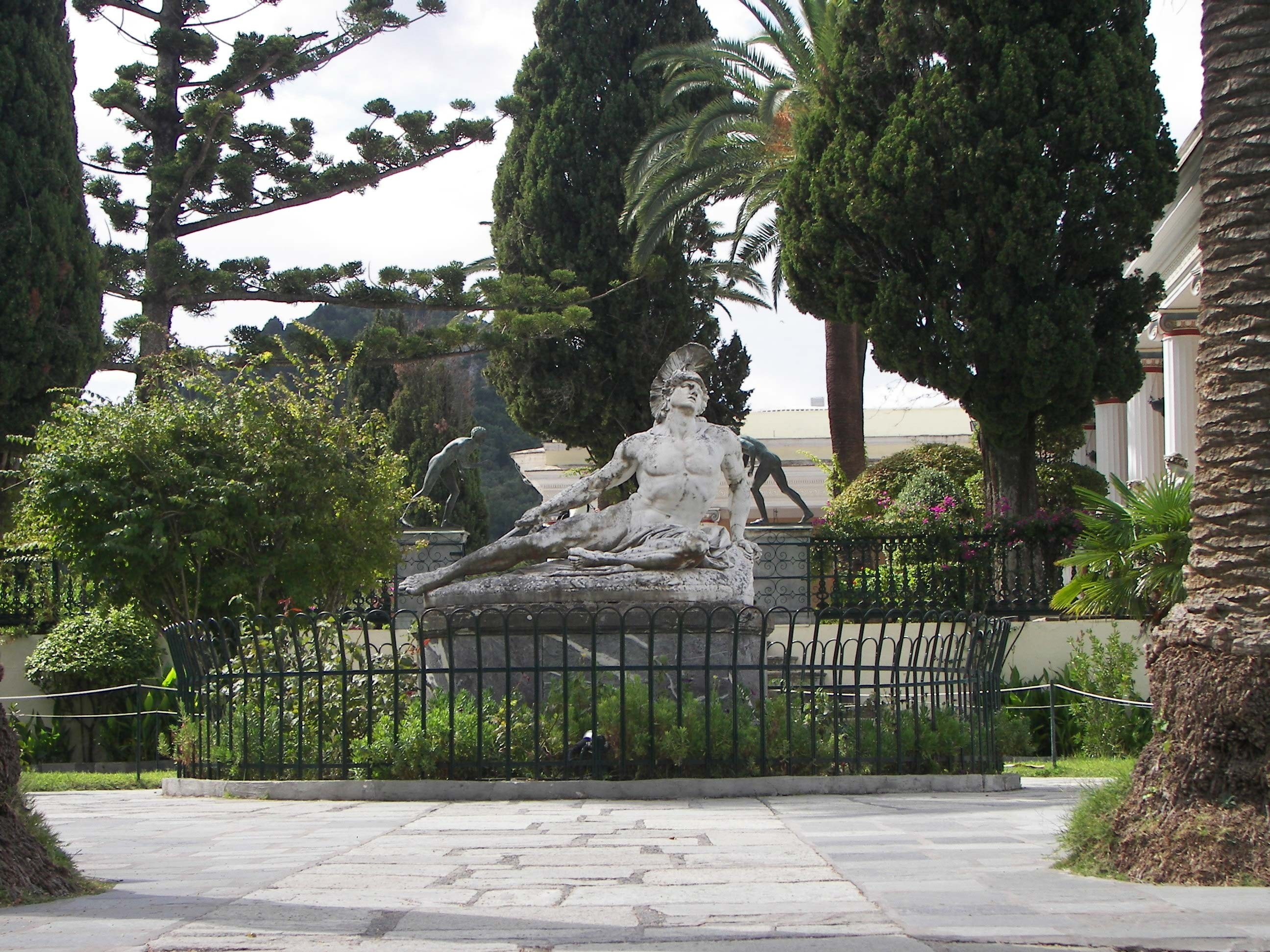
جزء من حدائق الأخيليون

- لجأ الجيش الصربي إلى المدينة خلال الحرب العالمية الأولى، وأثناء فترة اللجوء مات العديد من الجنود نظراً لقلة الغذاء والأمراض، دفن هؤلاء في جزيرة فيدو (Vido) والتي أصبحت تعرف صربياً بالـمقبرة الزرقاء (Plavna Grobnica).
- تعد قرفس مقر الجامعة الأيونية أقدم جامعة في اليونان الحديثة.
- يوجد على مسافة 3 كيلومترات إلى الجنوب من المدينة مطار يوانيس كابوديسترياس الدولي، الذي سمي على اسم يوانيس كابوديسترياس أول حاكم لليونان.
- أهم نادي كرة قدم في المدينة هو كيركيرا أف سي ويلعب حالياً في دوري الدرجو الثاني اليوناني.

## وصلات خارجية
- موقع المدينة الرسمي